# Ноћни вукови
Ноћни вукови (рус. Ночные Волки, Nochnye Volki) или Мото клуб Ноћни вукови су руски мотоциклистички клуб који је основан у околини Москве 1989. године. Има међународни статус са најмање 45 филијала широм света.

## Историја
Клуб је почео да се формира од мешавине љубитеља рок музике и ентузијаста мотоцикала који су држали тада илегалне рок концерте у Москви (погледајте Цензура у Совјетском Савезу) још 1983. До 1989. године клуб је консолидован као неформална мотоциклистичка група која је носила име "Ноћни вукови", током ере Перестројке у Совјетском Савезу. Постао је први званични бициклистички клуб у СССР- у. Од почетка 2018. године, Ноћни вукови имају огранке у Русији, Украјини, Летонији, Немачкој, Бугарској, Србији, Румунији, Аустралији, Словачкој, Белорусији, Филипинима, Босни и Херцеговини, Црној Гори, Чешкој Републици и Северној Македонији. Александар Залдастанов (познат и као Хирург) постао је вођа клуба 1989. године.
Клуб води више рок клубова и организује многе рок концерте у Русији. Такође води неколико салона за тетовирање и један је од оснивача годишње Међународне московске конвенције о тетоважама. Године 1995. покренули су линију одеће „Wolf Wear“ и основали радњу „Wolf Engineering“. Окупља механичаре и опште ентузијасте мотоцикала из целе Русије, води неколико сервиса мотоцикала и прилагођених радњи, а такође је развио мотоцикл Wolf-Ural (Волк-Урал) заједно са произвођачем IMZ-Ural. Обично возе Харли-Дејвидсоне. Још једна филијала је и тркачки тим "Wolf Racing" који је настао 2001. године и учествује и организује разне догађаје у Русији.
Члан Ноћних вукова, Валери Бели, убијен је из ватреног оружја у спору са ривалским бајкерским клубом Three Roads у новембру 2012. Председник Чеченије Рамзан Кадиров придружио се групи у августу 2014. У мају 2015. Залдастанов је отворио чеченски огранак групе у Грозном и именовао Кадирова за њеног почасног вођу.
Ноћни вукови су поставили комплекс у Словачкој у близини Братиславе, недалеко од чешке границе, у којем су смештени стари тенкови и оклопна возила.

## Активизам
Клуб се већ дуго интересује за политички и друштвени живот Русије, бавећи се друштвеним питањима младих, успостављање блиских веза са Кремљом и ради на успостављању пријатељства са председником Путином. Они су такође допринели инвазији на Крим тако што су патролирали улицама полуострва са необележеним војницима послатим из Русије и борили се на проруској страни у рату у Донбасу. Они су повезани са Руском православном црквом и неколико пута годишње ходочасте моторима на света руска православна места.

## Однос са Кремљом
Клуб има блиске везе са Владимиром Путином и генерално гаје руски националистички осећање. Путин их је описао као своје „пријатеље“ и сам се појављивао на њиховим митинзима, возећи Харли-Дејвидсон. Историчар Универзитета Јејл Тимоти Снајдер верује да он служи "као паравојна и пропагандна рука Путиновог режима".
Ноћне вукове финансира Кремљ, примајући „неколико стотина милиона рубаља годишње“ према извештају из 2013. У мају 2015, Алексеј Наваљни је тврдио да је руска влада дала групи 56 милиона рубаља у претходних годину и по дана. Ноћни вукови су у октобру 2015. добили донацију од 12.000.000 рубаља од руске владе за „изградњу омладинског центра „Патриот“ у Севастопољу на Криму“.
Ноћни вукови су помињани као „Путинови анђели“ у извештавању западних медија 2015.

## Интервенција у Украјини
Припадници Ноћних вукова борили су се на страни проруских милитаната током Кримске кризе и рата у Донбасу. Блокирали су главне путеве ка Севастопољу и учествовали у нападима на постројење природног гаса и штаб морнарице у граду. У априлу 2015, агенција Франс прес је навела да се Алексеј Верешчјагин борио против украјинских владиних снага у Луганску.

## Емисија
Њихову емисију из августа 2014. у Севастопољу, која подржава анексију Крима од стране Русије и приказује Украјину као земљу коју контролишу фашисти, пратило је око 100.000 људи, а преносила је руска државна телевизија.
Током својих новогодишњих емисија за децу, Ноћни вукови су приказали Запад као заверу да уништи Русију. У интервјуу за РИА Новости из јануара 2015. Залдастанов је изјавио да „Када деца дођу код нас, ми не смањујемо трошкове за специјалне ефекте или напоре да деци пренесемо осећај истинског покрета и опасности“.

## Санкције

### Канада
Канада је додала Залдастанова на своју листу санкција у фебруару 2015. Ноћни вукови су укључени у јуну 2015.

### Немачка и Пољска
2015. године, када су Ноћни вукови планирали да прославе „ Дан победе“ — победа над Трећим рајхом у Великом отаџбинском рату — 9. маја путовањем из Москве у Берлин, влада Пољске им није дозволила улазак у земљу због активне подршка чланова клуба Путину, а Немачка је укинула шенгенске визе бајкерима. На путу за Берлин, упркос проблемима са визама, Ноћни вукови су обележили смрт пољских официра које је НКВД убио у Катину паљењем свећа у њихово име 26. априла, иако су Ноћни вукови и њихов вођа отворене присталице Јосифа Стаљина, који је наредио убиства.
Пољска организација мотоциклиста која себе назива Katyń Motorocycle Raid (КМР) критиковала је забрану и рекла да су Ноћни вукови већ обавили два таква путовања у прошлости, а пољско јавно мњење је подељено око одлуке, са 38,7% подржало, а 28,5% против. Након забране, КМР је прогласио да ће запалити свеће на гробовима палих војника Црвене армије у име Ноћних вукова. Породице жртава масакра у Катињу изјавиле су да не желе да буду повезане са КМР-ом.
Бајкерима који су хтели да уђу у Немачку на међународном аеродрому Шенефелд у Берлину, улазак је одбијен. Дана 6. маја, један члан, који је покушавао да уђе у Немачку бродом из Хелсинкија у Травемунде, депортован је у Финску.

### Америка
У децембру 2014. САД су најавиле санкције Ноћним вуковима због њихове умешаности у нападе на гасну станицу у Стриколкови и штаб украјинске морнарице у Севастопољу, као и регрутовање бораца за рат у Донбасу.

## Погледи
На самом почетку Ноћни вукови су често били у сукобу са другим бициклистичким клубовима. Јевгениј Воробјев, лидер Three Roads, оптужио их је да су се превише политизовани. Представник Анђела пакла у Русији рекао је за Москва тајмс: „Зовемо једни друге браћом и избегавамо да будемо повезани са било каквим верским и политичким организацијама, јер су то ствари које деле људе. Да бих изразио своје политичке ставове, гласам.“

### На Стаљина
Према Петру Померанцеву, Ноћни вукови се диве Јосифу Стаљину, совјетском диктатору и једном од три главне савезничке вођа у Другом светском рату. Током вожње до Берлина на митинг поводом годишњице завршетка Другог светског рата 2015. године, истакли су црвене заставе са Стаљиновим портретима и узвикивали заклетву Црвене армије из Другог светског рата „За отаџбину! За Стаљина!“ Према Алексеју Магистеру, председнику бајкерског клуба повезаног са Ноћним вуковима, „Ми никоме не наносимо штету, ми само поштујемо сећање на оне који су пали да униште фашизам“.
Током своје вожње до Берлина 2015. године, Ноћни вукови су одали почаст Стаљину на руском споменику пољским ратним заробљеницима убијеним у масакру у Катину од стране НКВД-а по Стаљиновом и Беријином наређењу 1940.

### О антимајданским протестима
У јануару 2015, вођа групе, рођен у Украјини Александар Залдастанов, изразио је подршку руском покрету против Мајдана који је рекао да је спреман да употреби насиље како би зауставио антивладине демонстранте.

### О страним земљама
У интервјуу, Залдастанов је рекао: „Први пут смо показали отпор глобалном сатанизму, растућем дивљаштву западне Европе, јурњави ка конзумеризму који негира сваку духовност, уништавању традиционалних вредности, свом овом хомосексуалном говору, овој америчкој демократији."
У интервјуу са финским новинаром Јухом Портанкорвом 2016. године, Залдастанов је рекао „Волео бих да Финска остане добар сусед Русије. Волео бих да Финци више верују Русији него Америци.“

### О ЛГБТ особама
У јануару 2015. Залдастанов је сугерисао да би „Смрт педерима“ могао да буде алтернативни назив за руски покрет против Мајдана. На "Антимајданском" митингу у Москви у фебруару 2015. који је организовао Залдастанов, популарни слогани су укључивали "Не требају нам западна идеологија и геј параде!"

## Чланство
Према некима од Ноћних вукова, потенцијални члан мора бити мушкарац, из бивше совјетске земље, позван од стране постојећег члана, и мора учествовати у клупским догађајима две године пре него што постане члан.
Ноћни вукови тврде да не дискриминишу на верској основи. Ноћни вукови су отворено хомофобични и не дозвољавају геј мушкарцима да се придруже клубу; женама такође није дозвољено да се придруже.
Ноћни вукови имају преко 7.000 чланова, укључујући Рамзана Кадирова, председника Чеченске Републике.
У Северној Македонији постоје Ноћни вукови.

## Медији
Марк Галеоти, који је писао за The Moscow Times, описао је Ноћне вукове као „студију случаја у Кремљовој стратегији усвајања и припитомљавања потенцијално непријатељских група и њиховог коришћења управо као оруђа контроле — такорећи контракултуре“.
Други поглед описује Улсона Гунара у New Eastern Outlook, онлајн часопису Института за оријенталне студије Руске академије наука. За њега, афера Ноћни вукови показује све веће лицемерје Запада.